# Miroslav Terbovc
Miroslav Terbovc, slovenski politik, * 6. februar 1943, Celje, † 26. avgust 2011.
Med 15. aprilom 1999 in 19. novembrom 2000 je bil državni sekretar Republike Slovenije na Ministrstvu za obrambo Republike Slovenije.